# Walter Bandeira
Walter Bandeira (Belém do Pará, 31 de agosto de 1941 – Belém, 2 de junho de 2009) foi um locutor, pintor, professor, ator e, cantor brasileiro, que surgiu no cenário cultural regional na década de 1960. É bacharel em Filosofia. Filho da professora Risoleta Bandeira e de Euclides Gonçalves.

## Biografia
Em 1941, Walter Bandeira nasceu na cidade paraense de Belém, filho da professora Risoleta Bandeira e de Euclides Gonçalves (irmão do jornalista e cantor Euclides "Chembra" Bandeira).
Foi crooner das orquestras de Guilherme Coutinho e Álvaro Ribeiro. Começou cantando por volta de 1967 na boate belenense Tic Tac, acompanhando o início da carreira de cantoras do primeiro time da MPB regional, como Fafá de Belém, Jane Duboc e Leila Pinheiro. Na década de 1970, em parceria com o pianista Leslie "Sam" Oliveira, professor de música de Jane Duboc, formou a banda musical Quinteto Sam & Walter Bandeira (com participação do guitarrista Bob Freitas, do baixista José Maneschy e do baterista João Moleque), que tocavam em clubes e salões de festas em Belém do Pará, como Assembléia Paraense, Tênis Clube do Pará, Pará Clube, Clube do Remo e, Tuna Luso Brasileira.
Sagrou-se na década de 1980 com o grupo Gema (junto com Bob Freitas, Nêgo Nelson, Kzam Gama, Dadadá e, Sagica), badalando as casas noturnas da cidade como no bar Maracaibo, Clube do Círculo Militar, Iate Clube do Pará e,, boate La Cage.
Apresentou-se inúmeras vezes no Theatro da Paz junto com Pery Ribeiro e Johnny Alf, além do Teatro Waldemar Henrique onde fez uma de suas apresentações mais memoráveis com o show "Assim". 
O publicitário Pedro Galvão disse na época: "Pior que o Walter Bandeira, só a Elis Regina". Porém sem ambições de fama a nível nacional, gravou poucos discos. O universo de Walter era o Pará. Em 2009 Walter Bandeira teve seu primeiro registro em CD concluído. A obra intitulada "Guardados & Perdidos", síntese de uma desejo cultivado com o pianista Paulo José Campos de Melo, com composições de Chico Buarque, João Bosco, Jaques Brél e, autorais com a música que deu nome ao CD. Walter não teve tempo de fazer seu show de lançamento, falecendo em Belém, no dia 2 de junho de 2009, devido câncer no esôfago, com 67 anos de idade.
Walter Bandeira ficou conhecido como uma dos grandes cantores paraenses. Pela versatilidade de seu talento tornou-se um dos mais requisitados locutores paraenses, emprestando sua voz na produção de peças publicitárias na mídia regional, como em propagandas da marca de alimentícios Hiléia e do evento Arte Pará.
Como ator, participou de espetáculos e filmes, como o longa-metragem paraense Lendas Amazônicas (1998), junto xom Cacá Carvalho e Dira Paes.
Nos últimos anos era professor de voz e dicção da Escola de Arte e Dança da Universidade Federal do Pará.

## Homenagens
Em 2016, familiares e amigos fizeram o projeto “Walter 75”, que ao longo do ano realizou uma série de eventos em homenagem, coordenado por Edithe junto com a arquivologista Nazaré Lima (ex-figurinista do grupo Cena Aberta). Também ocorreu em setembro do mesmo ano, a exposição “Walter Bandeira – O Canto das Aquarelas” no Museu da UFPA, mostrando o lado mais delicado do cantor que era explosão nos palcos, que contou com 60 aquarelas com temas variados, cuja visitação foi acompanhada de uma trilha sonora do cantor.
As homenagens continuam em outras artes, em setembro de 2016, o centro Casa das Artes, da Fundação Cultural do Pará, recebeu uma exposição  com cartuns e caricaturas de diversos artistas homenageando o cantor. Em novembro de 2016, foi lançado O livro “Walter e Gema”, de autoria do professor Advaldo Castro Neto, que narra a carreira do cantor no período de 1981 a 1992 com o Grupo Gema. A emissora Rede Cultura do Pará produzindo um documentário – com um trecho exibido na exposição O Canto das Aquarelas no Museu da UFPA – que reúne entrevistas do cantor, entre outros registros da carreira como repórter.
Ocorreu a remasterização do vinil “Walter Bandeira” e do “Guardados & Perdidos”, sendo assim lançados em CD.

## Discografia
- 1969, vinil GUILHERME COUTINHO E A CURTIÇÃO, Gravadora Ritmos/Codil - Faixas: 1. Curtição (Guilherme Coutinho/Walter Bandeira), 2. Me Ver Em Você (Guilherme Coutinho/Walter Bandeira), 3. Nem Ir (Guilherme Coutinho/Walter Bandeira), 4. Duas Contas (Garoto (Aníbal Augusto Sardinha)), 5. Sonho de Chegar (Guilherme Coutinho/Luis Otávio Barata), 6. Estuário (Guilherme Coutinho/Walter Bandeira), 7. Ué (Guilherme Coutinho/Walter Bandeira), 8. Cobrindo o Sol (Guilherme Coutinho/Walter Bandeira), 9. My Funny Valentine (Richard Rodgers/Lorenz Hart), 10. Estuário (Guilherme Coutinho/Walter Bandeira), 11. Ilusão À Toa (Johnny Alf).[5]
- 1991, vinil Clichê, MPB, Gravadora RJ Fonográfica Comercial - Faixas: A1 Olhar Cigano (Talismã); A2 Bóba Coração; A3 Curtição; A4 Entre Nós; A5 Sou; B1 Eu Estou Do Lado Da Cicciolina; B2 Ladrão de Galinha; B3 Em Algum Lugar; B4 Valeu Um Blue.[6]
- 2009, CD GUARDADOS E PERDIDOS, Gravadora independente - Faixas: 1. Chanticler, 2. Condenados (Fátima Guedes), 3. Futuros Amantes (Chico Buarque), 4. Guardados (Walter Bandeira/Paulo José Campos de Melo), 5. Jura Secreta (Sueli Costa/Abel Silva), 6. La Chanson Des Vieux Amants (Jacques Brel/Gérard Jouannest), 7. Mais Simples (José Miguel Wisnik), 8. Ne Me Quitte Pas (Jacques Brel), 9. Outra Noite (Luiz Cláudio Ramos/Chico Buarque), 10. Pago Pra Ver (Nelson Rufino/Toninho Geraes), 11. Se Meu Mundo Cair (José Miguel Wisnik), 12. Todo O Sentimento (Cristóvão Bastos/Chico Buarque), 13. Violeta de Belford Roxo (João Bosco/Aldir Blanc) [7]
- 2016, CD remasterizado “Walter Bandeira”.[2]
- 2016, CD remasterizado “Guardados & Perdidos”, de Walter Bandeira e Paulo José Campos de Melo.[2]